# Rhipidoglossum polyanthum
Rhipidoglossum polyanthum là một loài thực vật có hoa trong họ Lan. Loài này được (Kraenzl.) Szlach. & Olszewski mô tả khoa học đầu tiên năm 2001.